# فؤاد ستيفنز
فؤاد ستيفنز (بالملايوية: Mohammad Fuad Stephens)‏ هو سياسي ماليزي، ولد في 14 سبتمبر 1920 في ماليزيا، وتوفي في 6 يونيو 1976 في كوتا كينابالو في ماليزيا. حزبياً، نشط في United Pasokmomogun Kadazan Organisation ‏. وقد انتخب عضو ديوان الرعية ‏.